# Fonderie Susse

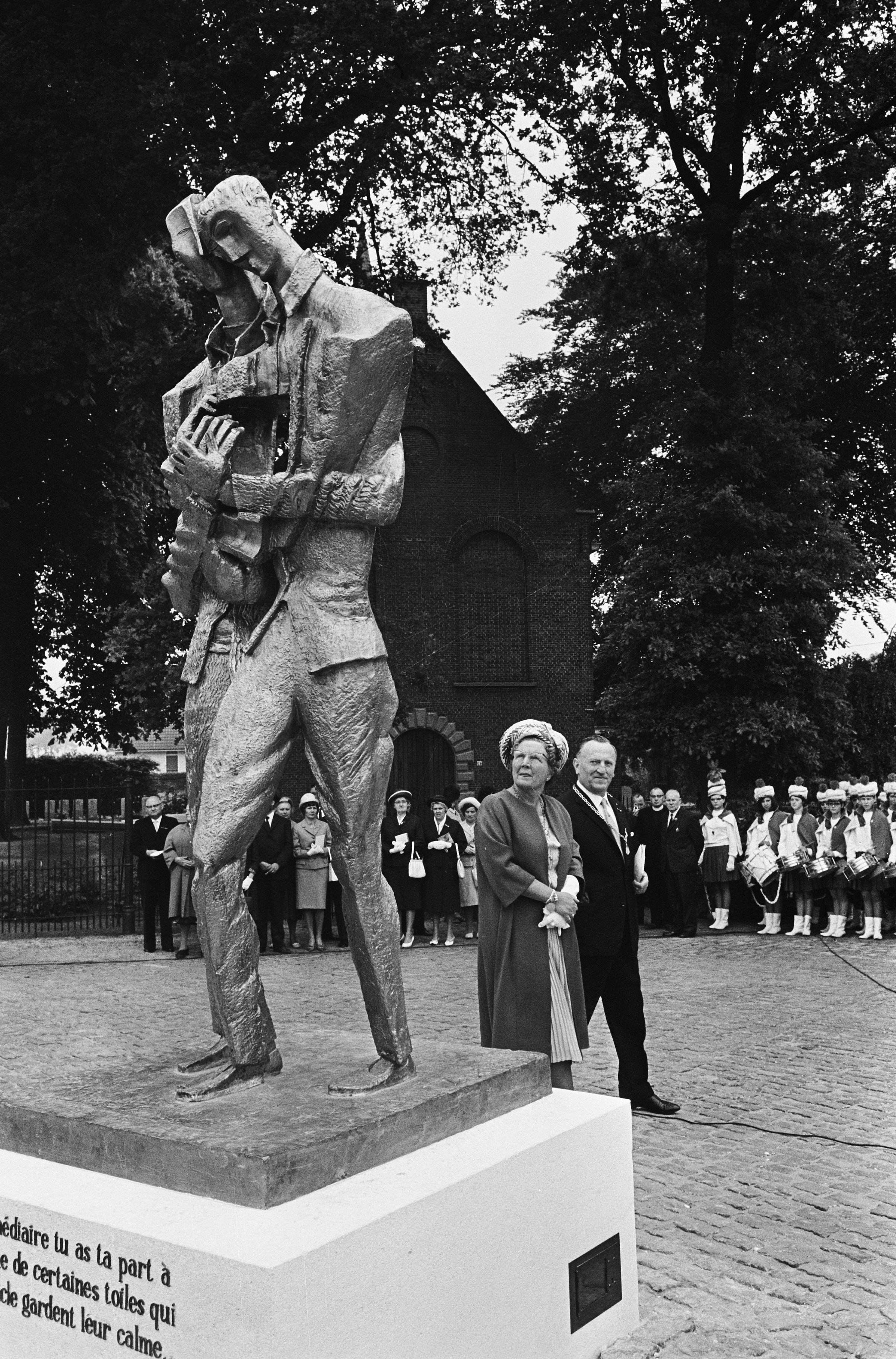
Vincent van Gogh et son frère Theo, fait par Ossip Zadkine en 1963, réalisé par Susse en 1964. La reine Juliana a dévoilé la statue à Zundert, Pays-Bas.

L'entreprise Susse frères a été créée en 1758, à Paris, à l'origine commerce de papeterie, elle a gagné ses lettres de noblesse dans la fonderie d'art. C'est aujourd'hui la plus ancienne fonderie d'art de France encore en activité sous l'enseigne Susse Fondeur.

## Histoire

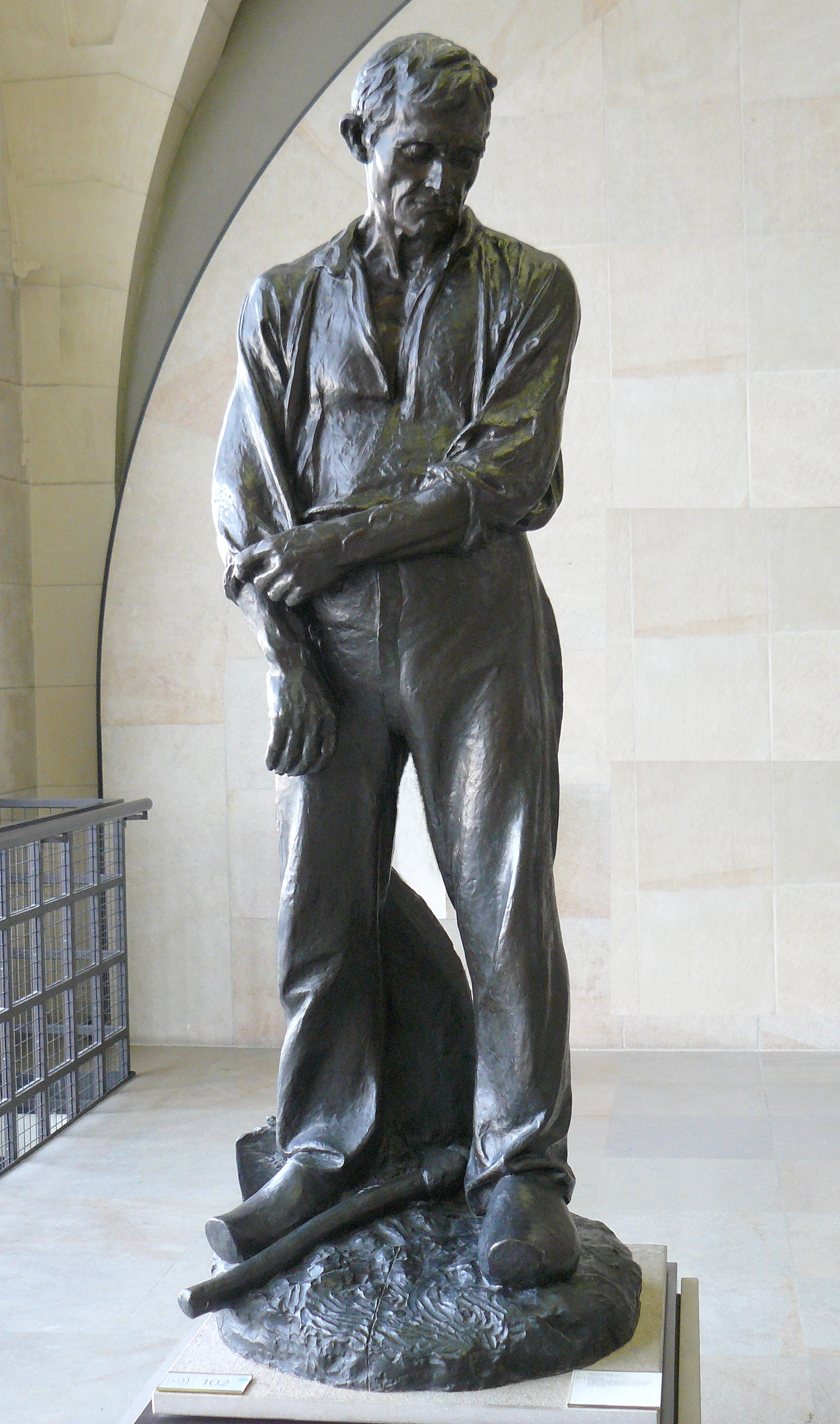
Jules Dalou, Grand paysan (fonte Susse frères de 1904), Paris, musée d'Orsay.

Les deux frères Susse, Nicolas et Victor, commencèrent par commercialiser des petits bronzes dans leur papeterie au 17 passage des Panoramas à Paris. On trouve trace de leur nouvelle activité de fondeurs d'art en 1839, ils éditent un petit catalogue de leur production. C'est leur premier contrat important avec un sculpteur de renom, James Pradier, qui lance en 1841 leur entreprise. 
En 1847, ils utilisent le procédé de réduction Collas-Sauvage qui permet la réalisation de petits bronzes d'ameublement, reproduisant des œuvres célèbres,,.
Sous le Second Empire, la maison prospère grâce à de nombreux artistes complétant son catalogue. Nicolas et Victor étant morts, c'est Albert Susse qui continue l'activité, s'appuyant sur deux magasins de vente dans Paris. Un troisième s'ouvrira dans les années 1900 au no 13 boulevard de la Madeleine. La maison Susse possède alors l'exclusivité d'artistes comme Pierre-Jules Mêne, Auguste Cain, Pierre-Nicolas Tourgueneff, Evgueni Alexandrovitch Lanceray, et édite également Louis-Ernest Barrias, Jules Dalou, Alexandre Falguière ou Mathurin Moreau. Susse frères édite également en marbre des œuvres de Jules Dalou de Jean-Baptiste Carpeaux.
Depuis leur déménagement en janvier 2013, les ateliers de fonderie sont situés au no 19 rue Perrot à Malakoff. De nombreux artistes contemporains y ont été fondus, parmi lesquels Olivier Babin, Elsa Sahal, Mark Handforth, Alessandro Montalbano, Sylvie Fleury, Wang Keping, Boris Lejeune, Agnès Bracquemond, Pierre-Édouard et Sam Szafran. 
En 2015, la fonderie ouvre une nouvelle galerie d'exposition aux nos 56-62 galerie de Montpensier à Paris.
La fonderie Susse a reçu le label « Entreprise du patrimoine vivant ».

## Quelques artistes fondus par Susse
Une liste plus complète, mais non exhaustive, des artistes édités par la fonderie est consultable sur leur site officiel.
- Louis-Ernest Barrias
- Martine Boileau
- Fernando Botero
- Antoine Bourdelle
- Constantin Brâncuși
- Jean-Baptiste Carpeaux
- Charles Correia
- Robert Couturier
- Charles Cumberworth
- Jules Dalou
- Max Ernst
- Adrien Étienne Gaudez
- Alberto Giacometti
- Diego Giacometti
- Émile Gilioli
- Richard Guino
- Cyril de La Patellière
- Agathon Léonard
- Clarisse Lévy-Kinsbourg
- Aristide Maillol
- Clovis Masson
- Joan Miró
- Raphaël Charles Peyre
- François Pompon
- Germaine Richier
- Raymond Rivoire
- Georges Saulo
- Ossip Zadkine